# Bathyraja smithii
Bathyraja smithii és una espècie de peix de la família dels raids i de l'ordre dels raïformes.

## Morfologia
- Els mascles poden assolir 120 cm de longitud total.[5][6]

## Reproducció
És ovípar i les femelles ponen càpsules d'ous, les quals presenten com unes banyes a la closca.

## Alimentació
Menja peixos, calamars, polps, crancs i gambes.

## Hàbitat
És un peix marí i d'aigües profundes que viu entre 440-1.020 m de fondària.

## Distribució geogràfica
Es troba a l'oceà Atlàntic sud-oriental: des de les costes centrals de Namíbia fins a Sud-àfrica.

## Observacions
És inofensiu per als humans.